# Lophomyrtus ralphii
Lophomyrtus ralphii là một loài thực vật có hoa trong Họ Đào kim nương. Loài này được (Hook.f.) Burret mô tả khoa học đầu tiên năm 1941.